# № 4 (шмак, 1704)
№ 4 — шмак Балтийского флота Русского царства, один из шести шмаков типа «Онега», участник Северной войны.

## Описание судна
Парусный шмак с деревянным корпусом один из шести судов типа «Онега», строившихся для нужд Балтийского флота на Сясьской верфи в 1703 и 1704 годах. Длина корабля составляла 21,4 метра, ширина — 6,1 метра, а осадка 2,4 метра. Экипаж судна состоял из 15 человек.

## История службы
Шмак № 4 был заложен на стапеле Сясьской верфи в мае 1703 года и после спуска на воду в следующем 1704 году вошёл в состав Балтийского флота России. Строительство шмака вёл кораблестроитель Выбе Литкин.
Принимал участие в Северной войне 1700—1721 годов. Использовался для доставки провианта и материалов в приморские крепости и на суда Балтийского флота.
Сведений о выводе шмака из состава флота не сохранилось.